# 石靜宜
石靜宜（1924年9月23日—1953年3月22日） ，湖北省孝感县人，西北紡織大王石鳳翔（石志學）次女，為蔣緯國第一任妻子，在台灣過世。台中市宜寧中學創辦人。

## 生平
石靜宜的父亲石鳳翔为西北紡織大王，以紡織業起家，亦曾任國大代表。今湖北省孝昌县丰山镇（双峰山旅游渡假区）滑石村滑石咀湾留存有石凤翔故居（第六批省保）。
1940年，蔣緯國自德國留學回國，與石靜宜在舞會中認識，自由戀愛後結婚。而蔣介石也准了這次婚事。婚後，石靜宜喜愛跳舞，但有習慣性流產的問題，在中國大陸曾流產七次，來台灣後又流產了兩次。
1949年，國民政府遷台，石靜宜也隨蔣緯國來到台灣。來到台灣後，石靜宜在台中創辦了宜寧中學，擔任校長。因孔宋家族的資產沒有完全來到台灣，蔣宋美齡為了應付日常開銷，利用蔣緯國掌管裝甲兵旅，以採買軍用品的名義，至香港採購各項商品及日用品帶到台灣販售，石靜宜從旁協助。
1953年，黃鎮球擔任聯勤總部總司令，副總司令黃仁霖私下借出三百萬美元公款給蔣宋美齡作為買貨之用。黃鎮球查帳時發現此事，要求蔣宋美齡找人來補借據。蔣宋美齡叫石靜宜為代表，簽寫借據，送至聯勤總部。黃鎮球將此事告知蔣經國，蔣經國派人在海關扣押這批商品，之後向蔣中正面告蔣宋美齡挪用公款，以及走私的情事。蔣中正震怒，但因不能對蔣宋美齡懲處，所以將責任歸於石靜宜。
1953年3月21日凌晨，石靜宜過世，死因有許多說法。

## 死因猜測
1953年3月21日，蔣經國函電宋美齡：

「……靜宜於馬(二十一日)晨病故兒經國謹聞寅馬」:160

蔣經國致宋美齡的信件中，說她因難產而過世。
官方中央通訊社說她是心臟衰竭過世。
蔣緯國在其自傳《千山獨行》中說，1952年，石靜宜第九次懷孕，10月31日胎死腹中，之後她的身體就不好。1953年，蔣緯國至美國進行訪問，預定3月22日回國。在前一天晚上，石靜宜吃了三顆安眠藥，一直沒起床，家人送醫急救，由醫生為她洗胃。石靜宜在醫院清醒之後，想要起床，四名男性醫護人員進來，按住她的手腳，不讓她起身，石靜宜在掙扎之後，癱在床上，因心臟病發過世。石靜宜的母親事後告知蔣緯國事情經過，他們決定不追究責任。
陸鏗在其著作《回憶錄與懺悔錄》中，引用紐約大學教授陳亨的說法：3月22日晚上，陳亨、邱明山與另一個同學至蔣緯國家，從窗口看到有四名大漢壓住石靜宜強迫她吃下一包藥，他們嚇得離開；隔天就聽到石靜宜過世的消息，因此認為她是被人殺害的。李敖認為，石靜宜應該是被蔣中正賜死的。